# Cục Tổ chức Trung ương Đảng Cộng sản Nga khóa VII (1918–1919)
Cục Tổ chức Trung ương Đảng Cộng sản Nga khóa VII được bầu tại Hội nghị Trung ương lần thứ 24 của Ban chấp hành Trung ương Đảng Cộng sản Nga (Bolsheviks) khóa VII được tổ chức ngày 16/1/1919.

## Ủy viên chính thức
| STT | Họ tên (sinh-mất)               | Chức vụ   | Chức vụ   | Chức vụ | Ghi chú                |
| STT | Họ tên (sinh-mất)               | Nhiệm kỳ  | Nhiệm kỳ  | Chức vụ kiêm nhiệm | Ghi chú                |
| --- | ------------------------------- | --------- | --------- | --- | ---------------------- |
| 1   | Nikolay Krestinsky (1883–1938)  | 16/1/1919 | 25/3/1919 | Ủy viên Trung ương Đảng |                        |
| 2   | Yakov Sverdlov (1885–1919)      | 16/1/1919 | 16/3/1919 | Chủ nhiệm Ban Bí thư Trung ương Đảng Chủ tịch Ủy ban Chấp hành Trung ương Đại hội Xô Viết Toàn Nga Ủy viên Bộ Chính trị Bí thư Trung ương Đảng | Mất khi đang tại nhiệm |
| 3   | Mikhail Vladimirsky (1885–1951) | 16/1/1919 | 25/3/1919 | Ủy viên Trung ương Đảng |                        |